# Svein Tuft
Svein Tuft (Langley, 9 maggio 1977) è un ex ciclista su strada canadese, professionista dal 2002 al 2019 e medaglia d'argento a cronometro ai campionati del mondo 2008.

## Carriera
Passa professionista nel 2002 con la Prime Alliance, piccola squadra statunitense, e dal 2005 al 2008 veste la divisa della Symmetrics, squadra canadese dell'UCI America Tour. Proprio nel 2008 si mette in evidenza ottenendo il secondo posto nella prova a cronometro Elite ai campionati del mondo di Varese, battuto dal solo Bert Grabsch.
Grazie anche a questo risultato, nel 2009 viene messo sotto contratto dal Team Garmin-Slipstream; l'anno dopo consegue i primi successi da pro in Europa, vincendo una tappa al Post Danmark Rundt e il prologo all'Eneco Tour. Nel 2011 passa al Team Spidertech, squadra canadese di licenza UCI Professional Continental: in stagione è campione nazionale sia in linea che a cronometro, e vince il Grote Prijs Stad Zottegem. Nel 2012 si trasferisce quindi alla GreenEDGE, nuova formazione World Tour australiana con la cui maglia in stagione vince la cronometro dell'Eneco Tour.
Nel 2014, durante la cronosquadre inaugurale del Giro d'Italia a Belfast e grazie alla vittoria della sua Orica-GreenEDGE, riesce ad indossare per un giorno il simbolo del primato, la maglia rosa. Nello stesso anno è campione nazionale sia in linea che a cronometro.

## Palmarès
- 2001

7ª tappa Tour de Beauce
- 2002

1ª tappa Tour de Toona
- 2004

Campionati canadesi, Prova a cronometro
- 2005

Campionati canadesi, Prova a cronometro
- 2006

Campionati canadesi, Prova a cronometro
Prologo Vuelta Ciclista a El Salvador (cronometro)
Prologo Vuelta a Chihuahua (cronometro)
- 2007

11ª tappa, 1ª semitappa, Vuelta a Cuba (Varadero > Matanzas, cronometro)
Classifica generale Vuelta a Cuba
Prologo Redlands Bicycle Classic (cronometro)
US Cycling Open
- 2008

4ª tappa, 1ª semitappa, Tour de Beauce (Saint-Georges, cronometro)
Classifica generale Tour de Beauce
Campionati canadesi, Prova a cronometro
Campionati panamericani, Prova a cronometro
- 2009 (Team Garmin-Slipstream, una vittoria)

Campionati canadesi, Prova a cronometro
- 2010 (Garmin-Transitions, tre vittorie)

Campionati canadesi, Prova a cronometro
5ª tappa Post Danmark Rundt (Middelfart, cronometro)
Prologo Eneco Tour (Steenwijk, cronometro)
- 2011 (Team SpiderTech powered by C10, cinque vittorie)

4ª tappa Tour de Beauce (Saint-René, cronometro)
6ª tappa Tour de Beauce (Saint-Georges, cronometro)
Campionati canadesi, Prova a cronometro
Campionati canadesi, Prova in linea
Grote Prijs Stad Zottegem
- 2012 (Orica-GreenEDGE, quattro vittorie)

4ª tappa Tour de Beauce (Saint-Benoît-Labre, cronometro)
Campionati canadesi, Prova a cronometro
6ª tappa Eneco Tour (Ardooie, cronometro)
Duo Normand (cronocoppie con Luke Durbridge)
- 2013 (Orica-GreenEDGE, tre vittorie)

4ª tappa Tour de San Luis (San Luis, cronometro)
1ª tappa Giro di Slovenia (Lubiana, cronometro)
Duo Normand (cronocoppie con Luke Durbridge)
- 2014 (Orica-GreenEDGE, due vittorie)

Campionati canadesi, Prova in linea
Campionati canadesi, Prova a cronometro
- 2016 (Orica-GreenEDGE, una vittoria)

Duo Normand (cronocoppie con Luke Durbridge)
- 2017 (Orica-Scott, una vittoria)

Campionati canadesi, Prova a cronometro
- 2018 (Mitchelton-Scott, una vittoria)

Campionati canadesi, Prova a cronometro

### Altri successi
- 2006

3ª tappa Vuelta Ciclista a El Salvador (cronosquadre)
- 2007

4ª tappa Vuelta Ciclista a El Salvador (cronosquadre)
Classifica finale UCI America Tour
- 2012 (Orica-GreenEDGE)

1ª tappa Tirreno-Adriatico (San Vincenzo > Donoratico, cronosquadre)
2ª tappa Eneco Tour (Sittard, cronosquadre)
- 2014 (Orica-GreenEDGE)

1ª tappa Giro d'Italia (Belfast > Belfast, cronosquadre)

## Piazzamenti

### Grandi Giri
- Giro d'Italia

2010: 125º
2012: 148º
2013: 154º
2014: 155º
2016: 146º
2017: 142º
2018: 147º
- Tour de France

2013: 169º
2014: 131º
2015: 159º
- Vuelta a España

2009: ritirato (15ª tappa)
2016: 158º
2017: non partito (16ª tappa)

### Classiche monumento
- Milano-Sanremo

2009: 138º
2010: ritirato
2012: ritirato
2014: 89º
2018: 152º
- Giro delle Fiandre

2009: fuori tempo
2010: ritirato
2012: ritirato
2014: ritirato
2016: ritirato
- Parigi-Roubaix

2012: ritirato
2016: ritirato

### Competizioni mondiali
- Campionati del mondo

Verona 2004 - Cronometro Elite: 32º
Salisburgo 2006 - Cronometro Elite: 28º
Stoccarda 2007 - Cronometro Elite: 30º
Stoccarda 2007 - In linea Elite: ritirato
Varese 2008 - Cronometro Elite: 2º
Mendrisio 2009 - Cronometro Elite: 14º
Mendrisio 2009 - In linea Elite: ritirato
Melbourne 2010 - Cronometro Elite: 26º
Melbourne 2010 - In linea Elite: 85º
Copenaghen 2011 - Cronometro Elite: 13º
Copenaghen 2011 - In linea Elite: 139º
Limburgo 2012 - Cronosquadre: 3º
Limburgo 2012 - Cronometro Elite: 12º
Limburgo 2012 - In linea Elite: ritirato
Ponferrada 2014 - Cronosquadre: 2º
Ponferrada 2014 - Cronometro Elite: 28º
Bergen 2017 - Cronosquadre: 5º
- Giochi olimpici

Pechino 2008 - In linea: 58º
Pechino 2008 - Cronometro: 7º